# Karl Spenger
Karl Spenger (* 26. Dezember 1925; † 22. Dezember 1997) aus Wil im Kanton St. Gallen war ein Schweizer Unternehmer und Ballonpilot. In den Jahren 1984 und 1994 gewann er den Gordon-Bennett-Cup, die älteste jährlich stattfindende internationale Ballonsportveranstaltung für Gasballone.
| Personendaten    | Personendaten                         |
| ---------------- | ------------------------------------- |
| NAME             | Spenger, Karl                         |
| KURZBESCHREIBUNG | Schweizer Unternehmer und Ballonpilot |
| GEBURTSDATUM     | 26. Dezember 1925                     |
| STERBEDATUM      | 22. Dezember 1997                     |